# PWI Most Popular Wrestler of the Year
De PWI Most Popular Wrestler of the Year Award wordt sinds 1972 jaarlijks uitgereikt door de professioneel worstelmagazine Pro Wrestling Illustrated. De PWI-lezers nomineren elk jaar de populairste worstelaars die actief zijn in de worstelwereld. Sting en John Cena wonnen deze prijs vier keer en zijn daarmee de recordhouders.

## Winnaars en ereplaatsen
| Jaar | Winnaar                  | Eerste ereplaats     | Tweede ereplaats     | Derde ereplaats      |
| ---- | ------------------------ | -------------------- | -------------------- | -------------------- |
| 1972 | Jack Brisco / Fred Curry |                      |                      |                      |
| 1973 | Chief Jay Strongbow      |                      |                      |                      |
| 1974 | Billy Robinson           |                      |                      |                      |
| 1975 | Mil Máscaras             |                      |                      |                      |
| 1976 | Wahoo McDaniel           | Chief Jay Strongbow  | Mr. Wrestling II     | Ivan Putski          |
| 1977 | André the Giant          | Dusty Rhodes         | Bob Backlund         | Mil Máscaras         |
| 1978 | Dusty Rhodes             | André the Giant      | Ricky Steamboat      | Bob Backlund         |
| 1979 | Dusty Rhodes             | André the Giant      | Ivan Putski          | Mr. Wrestling II     |
| 1980 | Mr. Wrestling II         | Dusty Rhodes         | André the Giant      | Bruno Sammartino     |
| 1981 | Tommy Rich               | Bob Backlund         | André the Giant      | Dusty Rhodes         |
| 1982 | André the Giant          | Tommy Rich           | Hulk Hogan           | Dusty Rhodes         |
| 1983 | Jimmy Snuka              | Dusty Rhodes         | David Von Erich      | The Junkyard Dog     |
| 1984 | Kerry Von Erich          | Hulk Hogan           | Dusty Rhodes         | Sgt. Slaughter       |
| 1985 | Hulk Hogan               | Magnum T.A.          | Kerry Von Erich      | Tito Santana         |
| 1986 | Roddy Piper              | Hulk Hogan           | Ricky Morton         | Nikita Koloff        |
| 1987 | Dusty Rhodes             | Hulk Hogan           | Randy Savage         | Nikita Koloff        |
| 1988 | Randy Savage             | Hulk Hogan           | Sting                | Lex Luger            |
| 1989 | Hulk Hogan               | Ric Flair            | Sting                | The Ultimate Warrior |
| 1990 | Hulk Hogan               | Sting                | The Ultimate Warrior | Lex Luger            |
| 1991 | Sting                    | Hulk Hogan           | Sid Justice          | The Steiner Brothers |
| 1992 | Sting                    | The Ultimate Warrior | The Undertaker       | Ron Simmons          |
| 1993 | Lex Luger                | Sting                | Bret Hart            | Dustin Rhodes        |
| 1994 | Sting                    | Bret Hart            | The Undertaker       | Hulk Hogan           |
| 1995 | Shawn Michaels           | Sting                | The Undertaker       | Hulk Hogan           |
| 1996 | Shawn Michaels           | Randy Savage         | Sycho Sid            | The Undertaker       |
| 1997 | Sting                    | Steve Austin         | Ric Flair            | Diamond Dallas Page  |
| 1998 | Steve Austin             | Goldberg             | The Rock             | Diamond Dallas Page  |
| 1999 | The Rock                 | Steve Austin         | Goldberg             | Mankind              |
| 2000 | The Rock                 | Rob Van Dam          | Chris Jericho        | Goldberg             |
| 2001 | Rob Van Dam              | The Rock             | Chris Jericho        | Kurt Angle           |
| 2002 | Rob Van Dam              | Hulk Hogan           | Booker T             | The Rock             |
| 2003 | Kurt Angle               | Steve Austin         | Rob Van Dam          | Rey Mysterio         |
| 2004 | John Cena                | Chris Benoit         | Eddie Guerrero       | Eugene               |
| 2005 | John Cena                | Batista              | A.J. Styles          | Rey Mysterio         |
| 2006 | Samoa Joe                | John Cena            | Rey Mysterio         | Sting                |
| 2007 | John Cena                | The Undertaker       | Sting                | CM Punk              |
| 2008 | Jeff Hardy               | Shawn Michaels       | Samoa Joe            | The Undertaker       |
| 2009 | Jeff Hardy               | John Cena            | Sting                | The Undertaker       |
| 2010 | Randy Orton              | John Cena            | Rob Van Dam          | Daniel Bryan         |
| 2011 | CM Punk                  | John Cena            | Sting                | Randy Orton          |
| 2012 | John Cena                | Sheamus              | Randy Orton          | Jeff Hardy           |